# Distrito de Radkersburg
Radkersburg es un distrito del estado de Estiria (Austria). Radkersburg fusionó con el distrito de Feldbach para formar el nuevo distrito de Südoststeiermark el 1 de enero de 2013.

## División administrativa
El distrito de Radkersburg se divide en 18 municipios.

### Municipios
Barrios, aldeas y otras subdivisiones de los municipios se indican con letras pequeñas.
- Bad Radkersburg
- Bierbaum am Auersbach
- Deutsch Goritz
  - Hofstätten bei Deutsch Goritz, Krobathen, Oberspitz, Salsach, Schrötten bei Deutsch Goritz, Unterspitz, Weixelbaum, Haselbach
- Dietersdorf am Gnasbach
- Eichfeld
  - Hainsdorf-Brunnsee, Oberrakitsch
- Gosdorf
  - Diepersdorf, Fluttendorf, Misselsdorf
- Halbenrain
  - Dietzen, Donnersdorf, Dornau, Drauchen, Hürth, Oberpurkla, Unterpurkla, Hof bei Straden, Karla, Neusetz, Radochen
- Klöch
  - Deutsch Haseldorf, Gruisla, Klöchberg, Pölten
- Mettersdorf am Saßbach
  - Landorf, Rannersdorf am Saßbach, Rohrbach am Rosenberg, Zehensdorf
- Mureck
- Murfeld
  - Lichendorf, Oberschwarza, Seibersdorf bei Sankt Veit, Unterschwarza, Weitersfeld an der Mur
- Radkersburg Umgebung
  - Altneudörfl, Dedenitz, Goritz bei Radkersburg, Hummersdorf, Laafeld, Pfarrsdorf, Pridahof, Sicheldorf, Zelting
- Ratschendorf
- Sankt Peter am Ottersbach
  - Edla, Entschendorf am Ottersbach, Oberrosenberg, Perbersdorf bei Sankt Peter, Wiersdorf, Wittmannsdorf
- Straden
  - Hart bei Straden, Kronnersdorf, Marktl, Nägelsdorf, Schwabau, Waasen am Berg, Wieden-Klausen, Waldprecht
- Tieschen
  - Größing, Jörgen, Laasen, Patzen, Pichla bei Radkersburg
- Trössing
- Weinburg am Saßbach
  - Perbersdorf bei Sankt Veit, Pichla bei Mureck, Priebing, Siebing